# Петухов, Александр Александрович (дирижёр)
Александр Александрович Петухов (род. 25 июня 1946 г.) — советский и российский дирижёр. Заслуженный деятель искусств РСФСР (1986).

## Биография

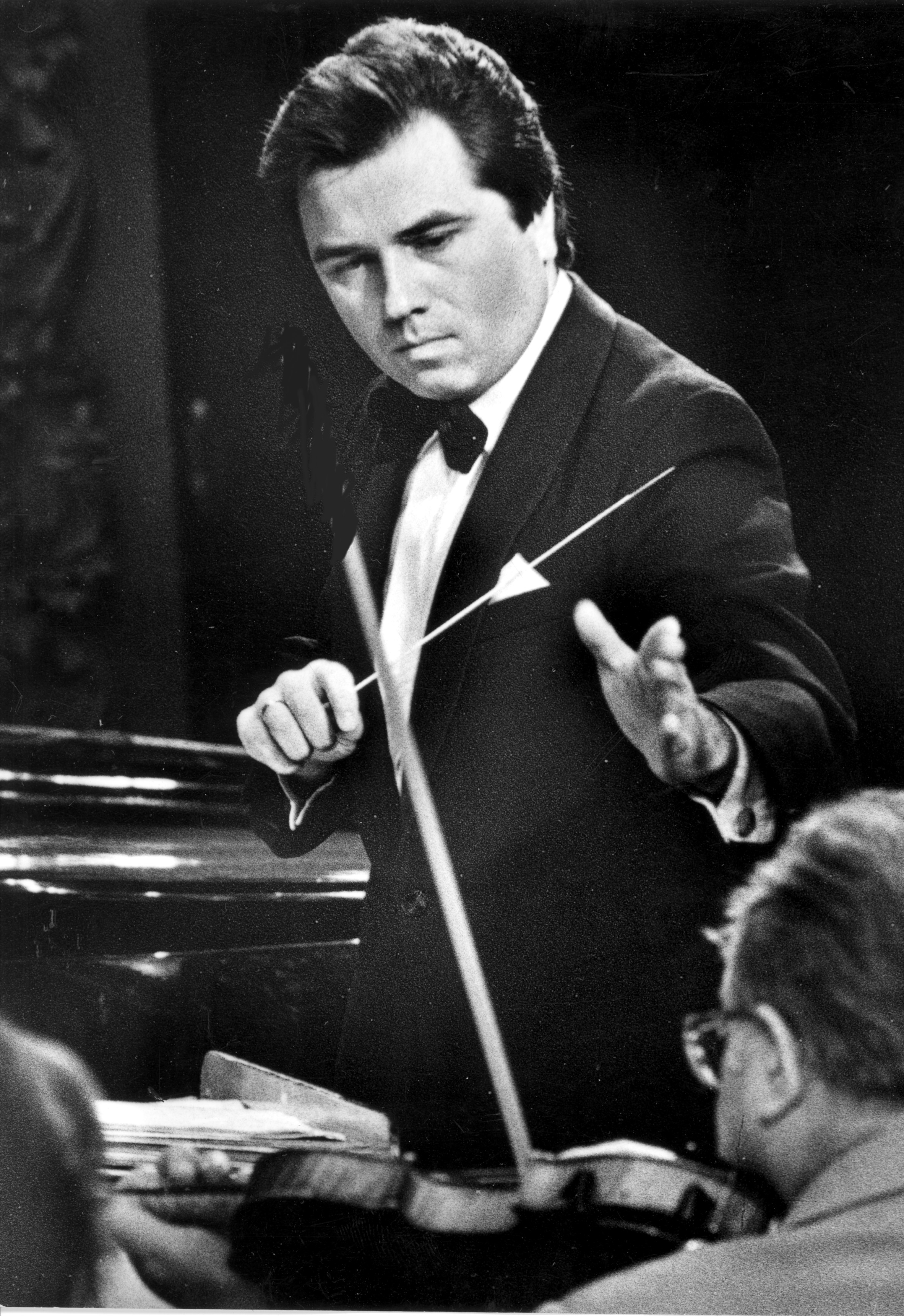

Окончил Московскую консерваторию. В 1969 году его приглашают в Государственный оркестр кинематографии СССР. Под управлением Петухова оркестр записал музыку более к чем 1500 кинофильмам, театральным постановкам, телеспектаклям и так далее.
После смерти Юрия Силантьева в феврале 1983 года Александр Петухов становится дирижёром Эстрадно-симфонического оркестра Центрального Телевидения и Всесоюзного Радио. Работал с оркестром до 1988 года. В 1989 году — в оркестре Польского радио и ТВ.
С 1989 по 1994 — гастроли в США, Испании и других странах.
В 1994 году Петухов становится дирижёром Кубанского симфонического оркестра. Выступал с такими знаменитостями, как Ирина Архипова, Родион Щедрин и другими.
С 1998 года Александр Петухов возглавляет Оперу Московской консерватории в качестве музыкального руководителя и главного дирижёра.
С 2000 года — Художественный руководитель и главный дирижёр Симфонического оркестра С. В. Рахманинова.
С января 2013 года избран заведующим кафедрой оперной подготовки Московской государственной консерватории имени П. И. Чайковского.

## Фильмография
1. 1970 — Свистать всех наверх!
2. 1970 — Вас вызывает Таймыр
3. 1970 — Удивительный мальчик
4. 1970 — Белая земля
5. 1971 — Конец Любавиных
6. 1971 — Факир на час

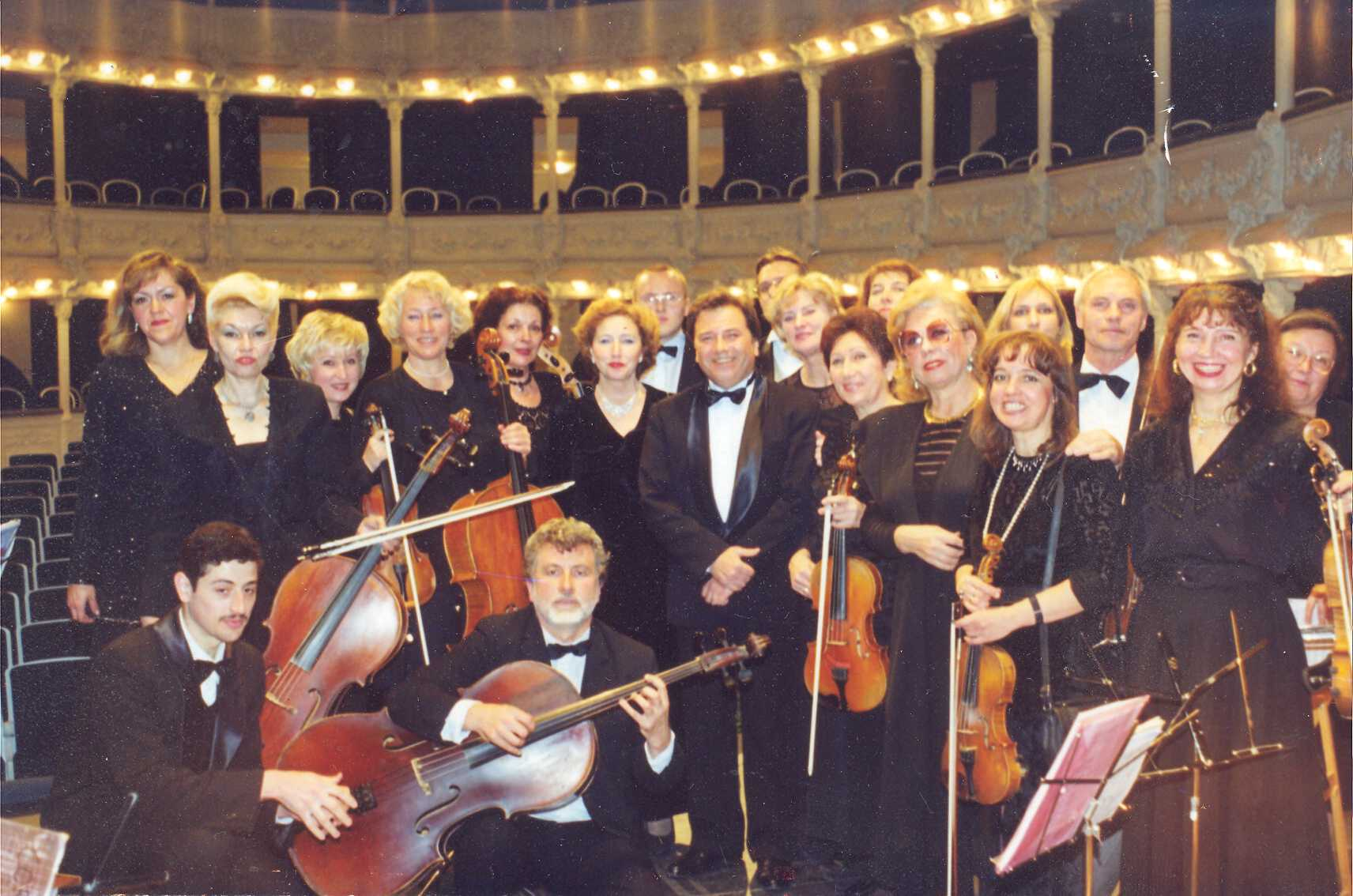
снизу

7. 1971 — День за днём (совместно с В. Васильевым, М. Нерсесяном)
8. 1972 — Большая перемена
9. 1972 — Мушкетёры 4 «А»
10. 1972 — Земля, до востребования
11. 1972 — Следствие ведут ЗнаТоКи. Побег
12. 1972 — Зимородок
13. 1972 — Вот моя деревня
14. 1973 — Тёща
15. 1973 — 17 мгновений весны (10-12 серии)
16. 1974 — Скворец и лира
17. 1974 — Засекреченный город
18. 1975 — Не может быть!
19. 1975 — Страх высоты
20. 1975 — Капитан Немо(только 1-я серия)
21. 1975 — Когда дрожит земля
22. 1976 — Порт
23. 1976 — Деревня Утка
24. 1976 — Приключения Нуки
25. 1977 — По семейным обстоятельствам (совместно с Сергеем Скрипкой)
26. 1977 — Орех Кракатук
27. 1977 — Странная женщина
28. 1978 — Школьный вальс
29. 1978 — Поговорим, брат…
30. 1979 — Приключения маленького папы
31. 1979 — Торговка и поэт
32. 1979 — Добряки
33. 1979 — Простите нас
34. 1979 — Завтрак на траве
35. 1979 — Я придумываю песню (фильм-концерт)
36. 1980 — Быстрее собственной тени
37. 1980 — Ключ
38. 1980 — Вам и не снилось
39. 1980 — Корпус генерала Шубникова
40. 1981 — Ожидание
41. 1981 — Мужчины без женщин
42. 1981 — Чёрный треугольник (фильм)
43. 1981 — Таинственный старик
44. 1981 — Александр Маленький
45. 1981 — Золотые рыбки
46. 1982 — Там, на неведомых дорожках
47. 1982 — Культпоход в театр
48. 1982 — Рысь выходит на тропу
49. 1982 — Колыбельная для брата
50. 1982 — Василий Буслаев (фильм)
51. 1982 — Свадебный подарок
52. 1983 — Берегите мужчин
53. 1983 — Приключения Петрова и Васечкина
54. 1983 — Чародеи
55. 1984 — Приказано взять живым
56. 1984 — Очень важная персона
57. 1984 — Невероятное пари, или Истинное происшествие, благополучно завершившееся сто лет назад
58. 1985 — Законный брак
59. 1985 — Подружка моя
60. 2006 — Многоточие
61. 2009 — Иван Грозный
62. 2010 — Апельсиновый сок
63. 2012 — Однажды в Ростове
64. 2012 — Девушка и смерть

## Награды и звания
- Профессор Московской консерватории;
- Заслуженный деятель искусств РСФСР (1986);
- Заслуженный деятель музыкального искусства (2016);
- Профессор РАТИ (1995);
- Вице-президент Международного союза музыкальных деятелей;
- Почётный профессор Международной академии наук Сан-Марино;
- Орден "Слава нации" (2007).
- Медаль "Заслуженный деятель музыкального искусства" (2016).